# Джеймс Уеб (телескоп)
Космическият телескоп „Джеймс Уеб“ (на английски: James Webb Space Telescope или JWST) е космическа обсерватория, предназначена основно за провеждане на инфрачервена астрономия. Като най-мощният телескоп, изстрелван някога в космоса, неговата значително подобрена инфрачервена резолюция и чувствителност ще му позволят да вижда обекти, които са твърде стари, далечни или слаби за космическия телескоп Хъбъл. Очаква се това да даде възможност за широк спектър от изследвания в областите на астрономията и космологията, като наблюдение на първите звезди и образуването на първите галактики, както и подробна атмосферна характеристика на потенциално обитаеми екзопланети.
Проектът е дело на съвместните усилия на НАСА, Европейската космическа агенция и Канадската космическа агенция. Телескопът носи името на Джеймс Едуин Уеб – ръководител на НАСА в периода 1961 – 1968 г., под чието управление САЩ изготвят програмата си за изпращане на човек на Луната.
Планираното извеждане на апарата в космоса на хелиоцентрична орбита от около 1 500 000 km от Земята, е планирано за октомври 2018 г. Вследствие обаче на препоръки от независим съвет за преглед, понастоящем изстрелването на JWST е насрочено за не по-рано от 24 декември 2021 г. Планираният старт е определен да бъде от Гвианския космически център в Куру, Френска Гвиана с ракета „Ариана 5“.
На 25 декември 2021 г. телескопът успешно е изведен в орбита от космодрума Куру. Първите научни изследвания започват в началото на 2022 г. Срокът на работа на телескопа е не по-малко от пет години; количеството хладилен агент е достатъчно за около 10 години работа.
На 11 юли 2022 г., НАСА пуска първото изображение от телескопа „Джеймс Уеб“, показващо най-старите и далечни части на Вселената. На 12 юли 2022 г. НАСА представя изображението, описвано като най-дълбоката инфрачервена снимка на вселената, правена някога, чрез поточно видео на живо, достъпно за интернет потребителите в цял свят. Освен това изображение по време на предаването са показани и представени от учени на НАСА и Европейската космическа агенция първоначални изображения от региона на звездообразуване в мъглявината Карина, от откритата през 1877 г. компактна галактическа група Квинтет на Стефан и от мъглявината Южен пръстен – разширяващ се облак от газ, заобикалящ умираща звезда. В чест на „най-дълбоката снимка на вселената, правена някога“, на същата дата Google заменя обичайното си лого с анимирана „драскулка“, посветена на събитието.

## Мисия
- Най-важната мисия, поставена пред проекта, е търсенето на светлина от първите формирали се звезди и галактики след Големия взрив.
- Изучаване на формирането и еволюцията на галактиките.
- Изучаване на формирането на звездите и планетарните системи като такива.
- Изследване на планетарни системи и определяне на атмосфера.
- Изучаване и откриване на екзопланети.

Въпреки планираната маса на апарата, равняваща се на половината от тази на Хъбъл, той ще разполага с 6 пъти по-голямо в сравнение с него огледало (6,5 m в диаметър).
Телескопът „вижда“ звезди от първия милиард години от образуването на вселената благодарение на способността си да записва инфрачервена светлина. Човешкото око не вижда тази светлина, защото честотата ѝ е твърде ниска. В началото светлината може и да е била видима за нас, но докато стигне до нас, вследствие на разтягането на пространството през милиардите години пътуване дължината на светлинната вълна се увеличава, т.е. честотата ѝ се намалява до червено и под видимата светлина.

## Наземен контрол
Наземният контрол е поверен на Space Telescope Science Institute (STScI), базиран в Балтимор, Мериленд. Негова задачата е операционното управление на телескопа и доставяне на данните за астрономическата общност.